# Zina (cràter)
Zina és un cràter d'impacte en el planeta Venus de 9 km de diàmetre. Porta el nom d'un antropònim romanès, i el seu nom va ser aprovat per la Unió Astronòmica Internacional el 1985.